# Фонтне (Манш)
Фонтне (фр. Fontenay) насеље је и општина у северној Француској у региону Доња Нормандија, у департману Манш која припада префектури Авранш.
По подацима из 2011. године у општини је живело 325 становника, а густина насељености је износила 47,45 становника/km². Општина се простире на површини од 6,85 km². Налази се на средњој надморској висини од 100 метара (максималној 139 m, а минималној 78 m).

## Демографија
| 1962. | 1968. | 1975. | 1982. | 1990. | 1999. | 2011. |
| ----- | ----- | ----- | ----- | ----- | ----- | ----- |
| 269   | 321   | 299   | 311   | 290   | 292   | 325   |

График промене броја становника у току последњих година